# ニック・フライ
ニック・フライ（Nicholas Richard Fry、1956年6月29日 - ）は、イングランド出身の実業家、マネージングディレクター。
大手自動車メーカーフォード・モーターにおいて役職を務める。その後F1界に転身し、モータースポーツチームB・A・R、ホンダ、ブラウンGP、メルセデスGPの最高経営責任者（CEO）を歴任した。

## 経歴
1977年に、ウェールズ大学を卒業しフォードに入社する。営業部門を経て、1978年に製品開発部門へ異動となり、12年以上にわたりエスコートコスワースや、 RS2000などのハイパフォーマンスモデルを含む様々なモデルの開発に携わる。1992年にはフォードPAG内アストンマーティンのディレクター職に就き、DB7等を手がける。
その後、デビッド・リチャーズに誘われ、2001年1月にマネージングディレクターとして、プロドライブに入社。そこでプロドライブの成長に大きく貢献した。わずか4ヶ月で2001年年間分の受注を獲得し、またティックフォード社の買収を通して、プロドライブをイギリスにおける有力企業へと成長させる。この功績により、フライはグループ全体の経営責任者となり、会社のエンジニアリングとレース活動の両方を監督する。
2002年1月に、プロドライブの役職に加えて、 F1チームB・A・Rのマネージングディレクターに就任し、2004年末には、デビッド・リチャーズに替わって、B・A・RのCEOに就任した。
2006年、チームはホンダの100%出資によるホンダ・レーシング・F1チームとなったが、CEOとして留任した。同年のハンガリーGPでホンダは初勝利を飾った。2007年にはロス・ブラウンがチーム代表に就任し、フライは事業経営を担当した。
2008年のホンダのF1撤退発表以降、ブラウンとともにチームを買収する噂が流れたが、結局買収はブラウン単独で行われ、同チームは名称を改め「ブラウンGP」となった。フライはチームに残留し、CEO職務を継続した。2009年、ブラウンGPはドライバーズ・コンストラクターズ両部門のチャンピオンを獲得した。
2009年11月にブラウンGPがメルセデス・ベンツに買収されると、ブラウン共々チームに残留し「メルセデスGP」と名称を変更した同チームでCEO職を継続した。4年目となる2013年4月にメルセデスのCEO職を退任し、トト・ヴォルフが後任を務めることになった。その後は少なくとも同年末までコンサルタントとして、営業面のサポートを続ける。
その後はモータースポーツ界から離れ、eスポーツの分野に進出。2018年に、ロンドンに本部を置くeスポーツ組織「Fnatic」の事業戦略責任者に就任した。